# 赛义德·穆罕默德·伊姆兰·马吉德
赛义德·穆罕默德·伊姆兰·马吉德（1961年—），是一名巴基斯坦陸軍的退休軍醫。2015至2016年间，担任武装部队心脏病研究所的心脏病顾问和心脏电生理学家。

## 簡介
伊姆兰1961年出生于巴基斯坦錫亞爾科特的一个中产阶级家庭。他曾就读于沙特的哈桑·阿卜杜勒醫學院和英國的爱德华国王醫學院，并从陆军医学院第一批毕业。1982年，获得全內外科醫學士(MBBS)学位。
在加入巴基斯坦陸軍后，伊姆兰迅速在军衔上攀升，因为他擅长各种任务。2012年，他被提升为陸軍二星上將（少将），并被任命为拉瓦尔品第武装部队心脏病研究所(AFIC)的所長。
伊姆兰是第一医科大学的创始人之一，和位於拉瓦爾品第的巴基斯坦国立医科大学副校長。2015年，英南被授予第二高军事奖项——Hilal-i-Imtiaz勳章。同年，他被提升为巴基斯坦陸軍三星上将（中将）。2015年，他被任命为巴基斯坦陆军卫生部长，并被提升为陆军医疗队指挥官。
伊姆兰將軍自2016年7月22日起擔任巴基斯坦國立醫科大學的副校長，他於2019年5月退休。